# بلدة جراسهوبر (كانساس)
بلدة جراسهوبر هي بلدة في مقاطعة أتشيسون، كانساس، الولايات المتحدة الأمريكية. اعتبارًا من تعداد 2010، كان عدد سكانها 567 نسمة.

## التاريخ
تأسست بلدة جراسهوبر في عام 1855 كواحدة من ثلاث بلدات أصلية في مقاطعة أتشيسون.

## روابط خارجية
- US-Counties.com
- مدينة سيتي.كوم